# Зелёное (Городнянский район)
Зелёное — посёлок в Городнянском районе Черниговской области Украины. Административно подчинен Кузничевскому сельскому совету.
Расположен южнее посёлка Кузничи, в 3 км от трассы Городня — Хоробичи. В окрестностях посёлка имеется небольшое озеро Выгоры.
Основан предположительно в XIX веке. Своё название получил от фамилии первого поселенца Зелёного.
В посёлке и поныне проживают носители этой фамилии.